# Піраміда G3-c
29°58′18″ пн. ш. 31°07′38″ сх. д. / 29.97163° пн. ш. 31.12733° сх. д.
G3c (також G3c, G3 c, GIIIc) — одна з трьох пірамід-супутниць піраміди Мікерина. Розташована на південь від піраміди Мікерина в Некрополі Гізи. Є найзахіднішої з трьох пірамід цариць. Побудована за часів IV династії, імовірно для однієї з дружин Мікерина. Поверхня піраміди ступінчаста, складається з 4 зменшувальних до вершини платформ. Верхня платформа зруйнована. Розмір основи піраміди 31,5 м, висота 21,2 м. Вхід в піраміду розташований з північного боку.

## Галерея

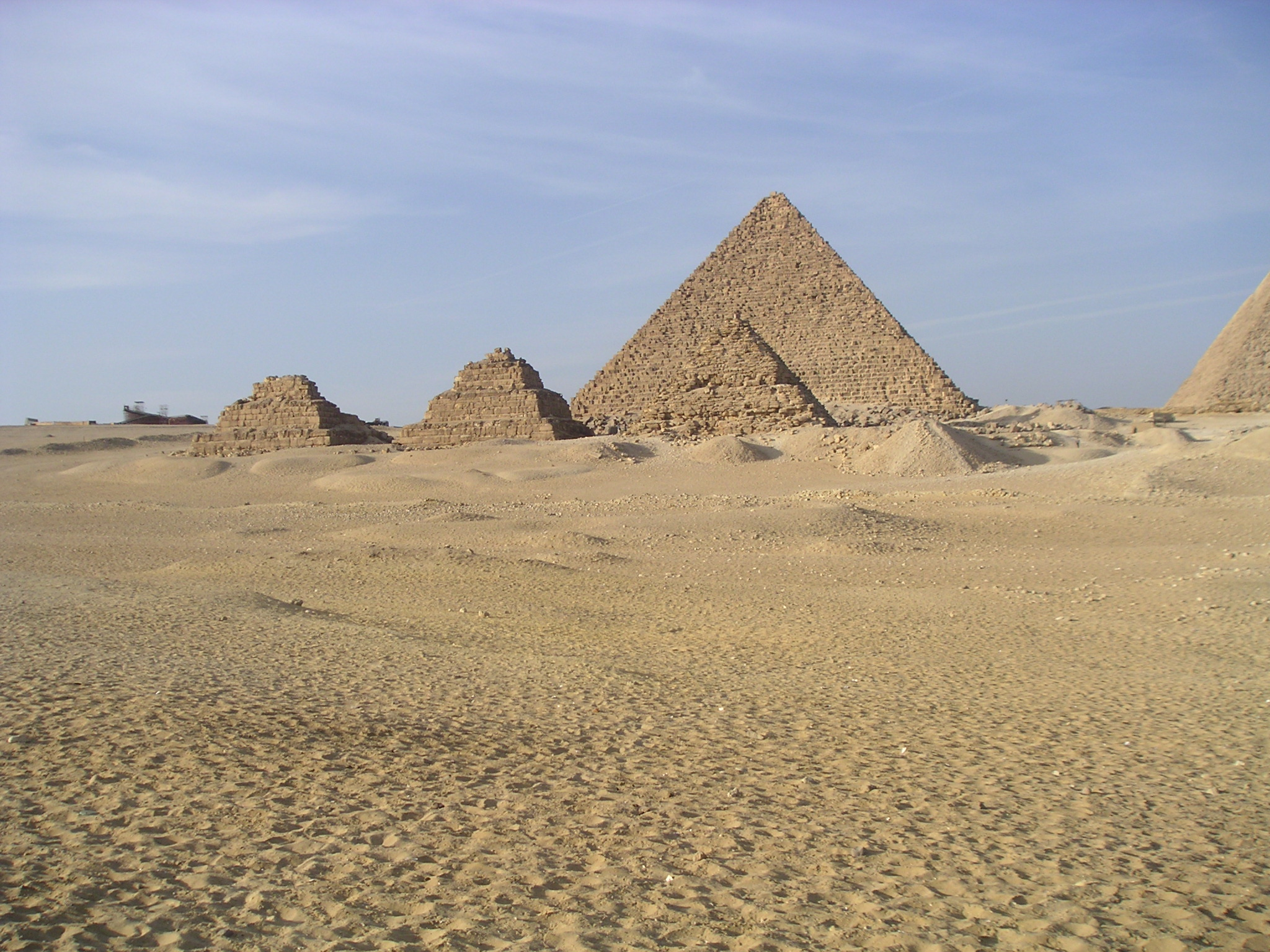
Загальний план пірамід-супутниць
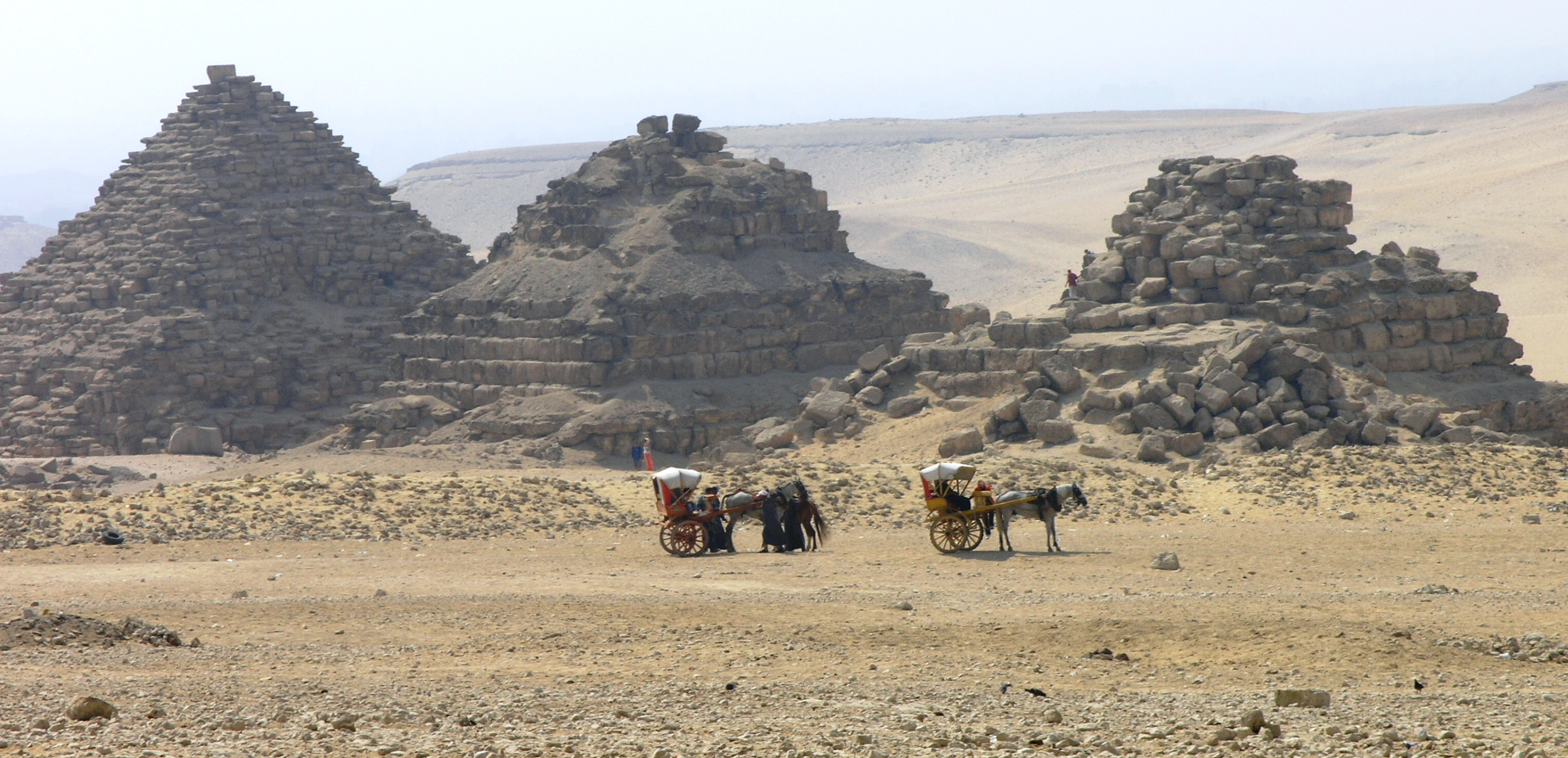
Загальний план пірамід-супутниць